# Hostice
Hostice este o comună slovacă, aflată în districtul Rimavská Sobota din regiunea Banská Bystrica, pe malul râului Mačací potok⁠(d). Localitatea se află la altitudinea de 205 m deasupra n.m., se întinde pe o suprafață de 21,12 km2 și în 2017 număra 1.069 de locuitori. Se învecinează cu comuna Širkovce.

## Istoric
Localitatea Hostice este atestată documentar din 1332.

## Demografie
| An:                | 1994 | 2004   | 2014    | 2024   |
| ------------------ | ---- | ------ | ------- | ------ |
| Număr de persoane: | 829  | 884    | 1049    | 1055   |
| Diferență:         |      | +6,63% | +18,66% | +0,57% |

| An:                | 2023 | 2024   |
| ------------------ | ---- | ------ |
| Număr de persoane: | 1044 | 1055   |
| Diferență:         |      | +1,05% |